# 10551 Goteborg
Goteborg (asteróide 10551) é um asteróide da cintura principal, a 2,8024243 UA. Possui uma excentricidade de 0,0633446 e um período orbital de 1 890,29 dias (5,18 anos).
Goteborg tem uma velocidade orbital média de 17,21930945 km/s e uma inclinação de 11,38297º.
Este asteróide foi descoberto em 18 de Dezembro de 1992 por Eric Elst.